# Faetano

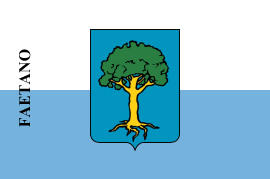
Flagge von Faetano

Faetano ist eine Gemeinde (italienisch Comune, san-marinesisch Castello) in der Republik San Marino.

Logo des Fußballvereins in Faetano

## Geografie
Faetano hat 1.176 Einwohner und eine Fläche von 7,75 km².
Der Ort liegt im Osten San Marinos am Fluss Marano, der hier die Grenze zu Italien bildet.
Zur Gemeinde gehören die Ortsteile (italienisch Frazione, san-marinesisch Curazie) Cà Chiavello, Calligaria, Corianino und Monte Pulito.
Faetano grenzt an die san-marinesischen Gemeinden Montegiardino, Fiorentino, Borgo Maggiore und Domagnano sowie die italienischen Gemeinden Coriano, Montescudo (beide in der Provinz Rimini, Region Emilia-Romagna) und Sassofeltrio (Provinz Pesaro und Urbino, Region Marken).
Der Hauptort liegt auf einem mit Gips durchsetzten Hügel auf 362 Metern Meereshöhe. Der Gips wurde einst abgebaut, um Stuckgips zu erzeugen, ein Bindemittel, das vor der Erfindung des Zements sehr verbreitet war. Das Rathaus (Casa del Castello) liegt an der Piazza del Massaro.

## Geschichte
Der Name entstand wahrscheinlich aus dem alten Castrum Faitani oder Fegetani, vermutlich abgeleitet aus dem Wort faggio (= Buche). Die Gemeinde hat sich im Jahre 1463 im Krieg gegen die Malatesta von Rimini den Truppen San Marinos angeschlossen und gehört damit gemeinsam mit Fiorentino, Serravalle und Montegiardino zu den letzten Gebietserweiterungen der Republik. Die damals bestehende Festung wurde zerstört, an ihrer Stelle befindet sich heute die Kirche des Ortes. Die historische Festung lag erhöht auf einem Felsen, der jedoch heute abgetragen ist.

## Sehenswürdigkeiten
Chiesa di San Paolo apostolo, 1898 begonnene und 1917 geweihte Kirche am Hauptplatz Piazza del Massaro, die dem Paulus von Tarsus geweiht ist. Die Entwürfe stammen von dem Mailänder Kapuziner Angelo da Cassano, ausgeführt wurde der Bau von Luigi Guidi aus San Marino.

## Natur
Im Nordosten der Gemeinde wurde 1968 im Tal des Marano der Lago di Faetano angelegt, ein künstlicher See mit Einrichtungen für die Sportfischerei.

## Gemeindepartnerschaften
- Pont-à-Vendin (Département Pas-de-Calais), Frankreich, seit 2014[3]

## Bilder

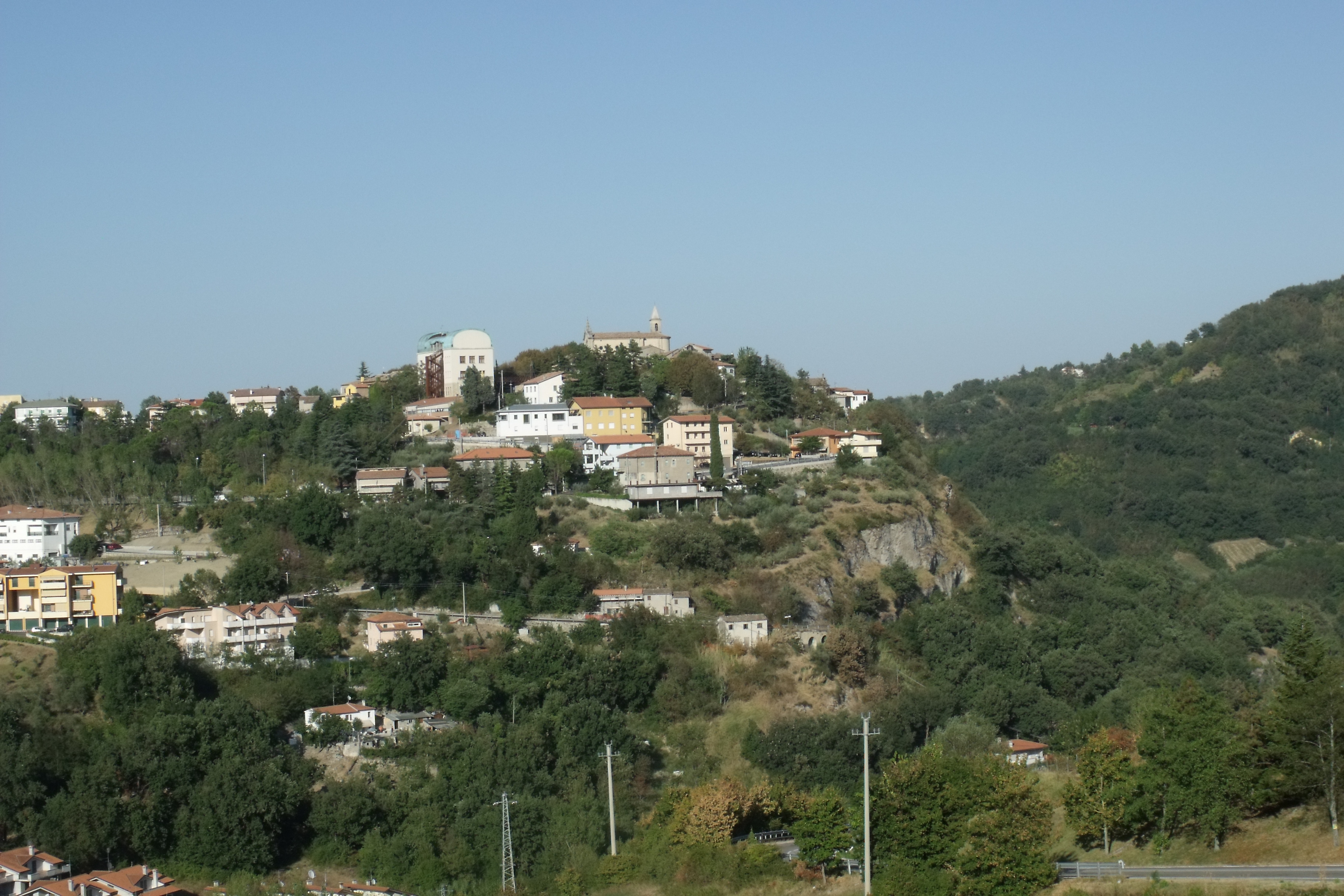
Panorama von Faetano von Süden gesehen
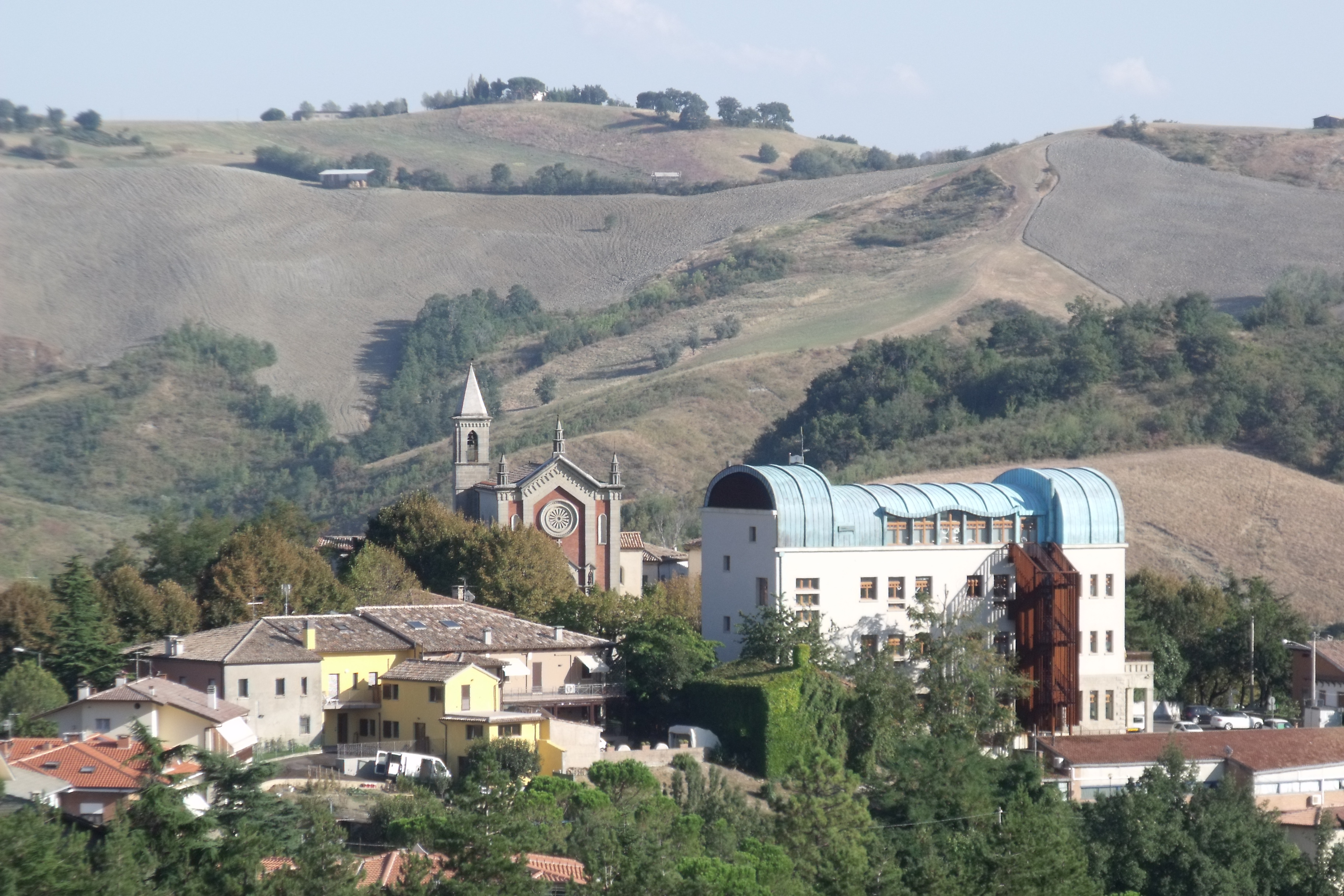
Panorama von Faetano von Westen gesehen
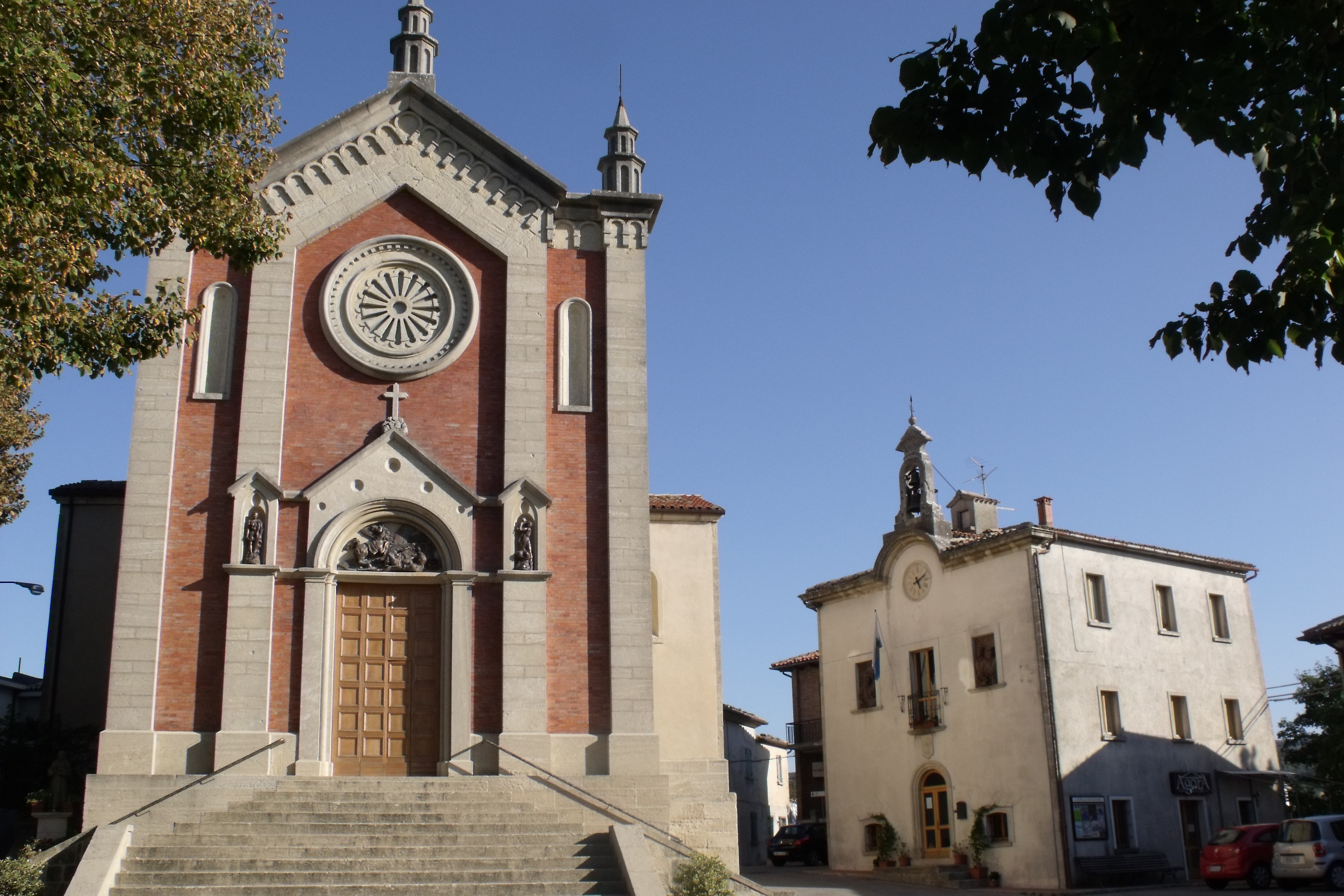
Die Kirche San Paolo Apostolo und das Rathaus (Casa del Castello) an der Piazza del Massaro